# Callostylis pulchella
Callostylis pulchella är en orkidéart som först beskrevs av John Lindley, och fick sitt nu gällande namn av Sing Chi Chen och Zhan Huo Tsi. Callostylis pulchella ingår i släktet Callostylis och familjen orkidéer. Inga underarter finns listade i Catalogue of Life.

## Bildgalleri

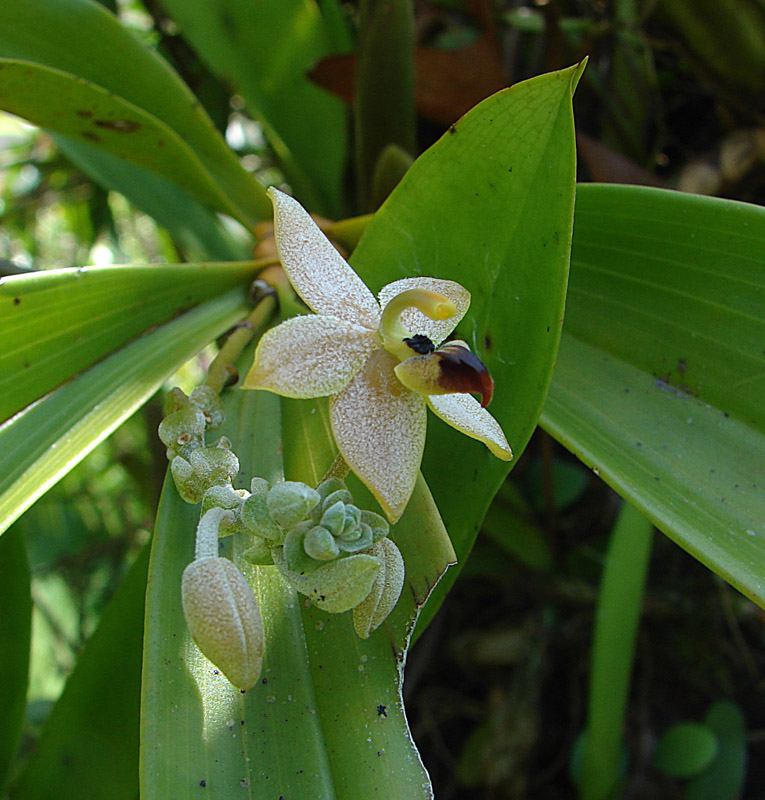